# 格氏頦鬚鳚
格氏頦鬚鳚為輻鰭魚綱鱸形目鱸亞目鬚鰻鳚科的其中一種。

## 分布
本魚分布於西太平洋區的巴布亞紐幾內亞及澳洲北部海域。

## 特徵
本魚口寬大，口裂水平，上頷末端延伸至頭之中間‧上下頷均具細齒帶，但無鋤骨齒，背鰭起點位於鰓蓋開口上方，背鰭硬棘68枚，背鰭軟條2枚；臀鰭硬棘41枚，臀鰭軟條2枚，胸鰭小，體呈灰褐色，體側具有褐色斑點，體長可達10公分。

## 生態
主要棲息在沙底質海草生長的海域，為底棲性魚類，屬肉食性，雄魚有護卵的習性。